# Madrid Masters 2003 - Qualificazioni singolare
Le qualificazioni del singolare  del Madrid Masters 2003 sono state un torneo di tennis preliminare per accedere alla fase finale della manifestazione. I vincitori dell'ultimo turno sono entrati di diritto nel tabellone principale. In caso di ritiro di uno o più giocatori aventi diritto a questi sono subentrati i lucky loser, ossia i giocatori che hanno perso nell'ultimo turno ma che avevano una classifica più alta rispetto agli altri partecipanti che avevano comunque perso nel turno finale.
Le qualificazioni del torneo Madrid Masters 2003 prevedevano 24 partecipanti di cui 6 sono entrati nel tabellone principale.

## Teste di serie
1. Taylor Dent (primo turno)
2. Olivier Rochus (Qualificato)
3. Nicolás Lapentti (primo turno)
4. Jan-Michael Gambill (Qualificato)
5. Alberto Martín (Qualificato)
6. Raemon Sluiter (ultimo turno)

1. Bob Bryan (primo turno)
2. Fernando Vicente (ultimo turno)
3. Thomas Enqvist (primo turno)
4. Galo Blanco (primo turno)
5. David Ferrer (Qualificato)
6. Christophe Rochus (Qualificato)

## Qualificati
1. Christophe Rochus
2. Olivier Rochus
3. Thomas Enqvist

1. Jan-Michael Gambill
2. Alberto Martín
3. David Ferrer

## Tabellone

### Legenda
| - Q = Qualificato - WC = Wild card - LL = Lucky loser | - ALT = Alternate - SE = Special Exempt - PR = Protected Ranking | - w/o = Walkover - r = Ritirato - d = Squalificato |

### Sezione 1
|  | Primo turno | Primo turno       | Primo turno       | Primo turno       | Primo turno |  |  | Ultimo turno | Ultimo turno      | Ultimo turno | Ultimo turno | Ultimo turno |  |
|  |             |                   |                   |                   |             |  |  |              |                   |              |              |              |  |
|  |             | Martín Rodríguez  | 6                 | 5                 | 6           |  |  |              |                   |              |              |              |  |
|  | 1           | Taylor Dent       | 3                 | 7                 | 4           |  |  |              | Martín Rodríguez  | 7            | 0            | 1            |  |
|  | 12          | Christophe Rochus | Christophe Rochus | Christophe Rochus | W-O         |  |  | 12           | Christophe Rochus | 62           | 6            | 6            |  |
|  |             | Andrei Pavel      |                   |                   |             |  |  |              |                   |              |              |              |  |

### Sezione 2
|  | Primo turno | Primo turno           | Primo turno           | Primo turno    | Primo turno |  |  | Ultimo turno | Ultimo turno   | Ultimo turno   | Ultimo turno | Ultimo turno |  |
|  |             |                       |                       |                |             |  |  |              |                |                |              |              |  |
|  | 2           | Olivier Rochus        | Olivier Rochus        | Olivier Rochus | W-O         |  |  |              |                |                |              |              |  |
|  |             | Adrian Voinea         | Adrian Voinea         | Adrian Voinea  |             |  |  | 2            | Olivier Rochus | Olivier Rochus | 6            | 6            |  |
|  |             | Galo Blanco           | Galo Blanco           | 6              | 6           |  |  |              | Galo Blanco    | Galo Blanco    | 4            | 2            |  |
|  | 10          | Rubén Ramírez Hidalgo | Rubén Ramírez Hidalgo | 4              | 4           |  |  |              |                |                |              |              |  |

### Sezione 3
|  | Primo turno | Primo turno           | Primo turno    | Primo turno | Primo turno |  |  | Ultimo turno          | Ultimo turno          | Ultimo turno          | Ultimo turno | Ultimo turno |  |
|  |             |                       |                |             |             |  |  |                       |                       |                       |              |              |  |
|  |             | Juan Luis Rascón Lope | 5              | 6           | 6           |  |  |                       |                       |                       |              |              |  |
|  | 3           | Nicolás Lapentti      | 7              | 4           | 4           |  |  | Juan Luis Rascón Lope | Juan Luis Rascón Lope | Juan Luis Rascón Lope | 4            | 1            |  |
|  |             | Thomas Enqvist        | Thomas Enqvist | 6           | 7           |  |  | Thomas Enqvist        | Thomas Enqvist        | Thomas Enqvist        | 6            | 6            |  |
|  | 9           | Antony Dupuis         | Antony Dupuis  | 3           | 5           |  |  |                       |                       |                       |              |              |  |

### Sezione 4
|  | Primo turno | Primo turno         | Primo turno         | Primo turno | Primo turno |  |  | Ultimo turno | Ultimo turno        | Ultimo turno        | Ultimo turno | Ultimo turno |  |
|  |             |                     |                     |             |             |  |  |              |                     |                     |              |              |  |
|  | 4           | Jan-Michael Gambill | Jan-Michael Gambill | 7           | 6           |  |  |              |                     |                     |              |              |  |
|  |             | Florin Mergea       | Florin Mergea       | 5           | 2           |  |  | 4            | Jan-Michael Gambill | Jan-Michael Gambill | 7            | 7            |  |
|  |             | Bob Bryan           | Bob Bryan           | 6           | 6           |  |  |              | Bob Bryan           | Bob Bryan           | 64           | 65           |  |
|  | 7           | Dominik Hrbatý      | Dominik Hrbatý      | 3           | 2           |  |  |              |                     |                     |              |              |  |

### Sezione 5
|  | Primo turno | Primo turno       | Primo turno    | Primo turno | Primo turno |  |  | Ultimo turno | Ultimo turno     | Ultimo turno | Ultimo turno | Ultimo turno |  |
|  |             |                   |                |             |             |  |  |              |                  |              |              |              |  |
|  | 5           | Alberto Martín    | Alberto Martín | 6           | 6           |  |  |              |                  |              |              |              |  |
|  |             | Gastón Etlis      | Gastón Etlis   | 2           | 4           |  |  | 5            | Alberto Martín   | 7            | 2            | 7            |  |
|  | 8           | Fernando Vicente  | 6              | 2           | 7           |  |  | 8            | Fernando Vicente | 65           | 6            | 63           |  |
|  |             | Michel Kratochvil | 3              | 6           | 5           |  |  |              |                  |              |              |              |  |

### Sezione 6
|  | Primo turno | Primo turno    | Primo turno    | Primo turno | Primo turno |  |  | Ultimo turno | Ultimo turno   | Ultimo turno   | Ultimo turno | Ultimo turno |  |
|  |             |                |                |             |             |  |  |              |                |                |              |              |  |
|  | 6           | Raemon Sluiter | Raemon Sluiter | 7           | 7           |  |  |              |                |                |              |              |  |
|  |             | Nenad Zimonjić | Nenad Zimonjić | 5           | 68          |  |  | 6            | Raemon Sluiter | Raemon Sluiter | 4            | 1            |  |
|  | 11          | David Ferrer   | 6              | 2           | 6           |  |  | 11           | David Ferrer   | David Ferrer   | 6            | 6            |  |
|  |             | Álex Calatrava | 3              | 6           | 2           |  |  |              |                |                |              |              |  |